# Hit Me Like A Man
Hit Me Like A Man—en español: «Golpéame como un hombre»—  es el segundo EP del grupo de rock alternativo The Pretty Reckless, lanzado el 6 de marzo de 2012 a través de descarga digital y oficialmente el 3 de abril de 2012. El EP contiene tres nuevas canciones junto con dos en vivo.

## Antecedentes
Las canciones del EP fueron reveladas a través de la página de Amazon, el 24 de febrero de 2012. Dichas canciones serían tocadas en la próxima gira, The Medicine Tour.

## Recepción
Digital Spy le dio al EP 4 estrellas de 5 diciendo que «Continúa por un camino similar [al de Light Me Up], empleando una batería ruidosa y riffs que derivan a mosh pit-ready's por un coro locamente adictivo. De todas formas, hay señales de un fuerte crecimiento.» Evigshed, en su parte, comentó que «Es una joya musical, mezcla del rock grunge de los 70s y 90s infundido con melodías crujientes; y al mismo tiempo con voces de un estilo único, interesante y de buen gusto.»

## Lista de canciones
Todas las canciones escritas y compuestas por Kato Khandwala, Taylor Momsen y Ben Phillips.

| N.º | Título                                   | Duración |  |
| 1.  | «Make Me Wanna Die» (En vivo en Londres) | 4:12     |  |
| 2.  | «Hit Me Like A Man»                      | 3:33     |  |
| 3.  | «Under The Water»                        | 4:03     |  |
| 4.  | «Since You're Gone» (En vivo en Londres) | 3:25     |  |
| 5.  | «Cold Blooded»                           | 4:43     |  |

## Posicionamiento en listas
| Estados Unidos | Top Rock Albums | 44 |

## Créditos y personal
Personal
- The Pretty Reckless:
  - Voz: Taylor Momsen
  - Guitarra, coros: Ben Phillips
  - Batería: Jamie Perkins
  - Bajo eléctrico: Mark Damon

Producción y músicos extra
- Kato Khandwala: Producción, Mezclas, Guitarra, Teclados, Cuerdas
- Brian Robbins: Asistente de ingeniero de sonido
- John Bender: Coros
- Jeff Kazee: Órgano
- Jon Cohan: Técnico de batería

Fuente: Allmusic